# Clydonopteron sacculana
Clydonopteron sacculana är en fjärilsart som beskrevs av Louis Augustin Guillaume Bosc 1800. Clydonopteron sacculana ingår i släktet Clydonopteron och familjen mott. Inga underarter finns listade i Catalogue of Life.